# Omvalbeveiliging
Een omvalbeveiliging is een systeem voor motorfietsen dat ervoor zorgt dat een elektrische brandstofpomp stopt met pompen als de motor is gevallen, waardoor extra brandgevaar wordt voorkomen.